# Monomorium rothsteini
Monomorium rothsteini är en myrart som beskrevs av Auguste-Henri Forel 1902. Monomorium rothsteini ingår i släktet Monomorium och familjen myror.

## Underarter
Arten delas in i följande underarter:
- M. r. doddi
- M. r. humilior
- M. r. leda
- M. r. rothsteini
- M. r. squamigena
- M. r. tostum